# Petalidiinae
 (juin 2025).
Si vous disposez d'ouvrages ou d'articles de référence ou si vous connaissez des sites web de qualité traitant du thème abordé ici, merci de compléter l'article en donnant les références utiles à sa vérifiabilité et en les liant à la section « Notes et références ».
Sous-tribu
Les Petalidiinae sont une sous-tribu de plantes à fleurs de la famille des Acanthaceae, de la sous-famille des Acanthoideae et de la tribu des Ruellieae.
Le genre type est Petalidium.

## Listes des genres
- Duosperma
- Dyschoriste
- Echinacanthus
- Petalidium
- Pseudacanthopale
- Ruelliopsis
- Strobilanthopsis

## Publication originale
- Bentham G. & Hooker J.D., 1876. Genera Plantarum ad exemplaria imprimis in herbariis Kewensibus 2: 1062, 1064.